# Zwettl
Zwettl (ritkábban használt hivatalos nevén Zwettl-Niederösterreich, csehül: Světlá)  osztrák város, Alsó-Ausztria Zwettli járásának székhelye. 2019 januárjában 10885 lakosa volt. 

## Elhelyezkedése

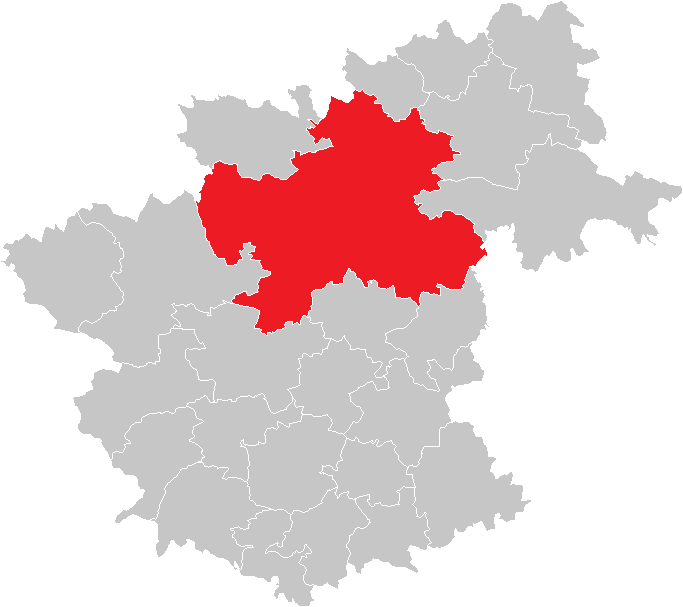
Zwettl a Zwettli járásban

Zwettl Alsó-Ausztria Waldviertel régiójának közepén fekszik a Kamp és a Zwettl folyók találkozásánál. Az önkormányzat 54 városrészt és falut egyesít: Annatsberg (101 lakos 2019-ben), Bernhards (4), Böhmhöf (32), Bösenneunzen (27), Edelhof (1), Eschabruck (98), Friedersbach (476), Gerlas (33), Germanns (99), Gerotten (184), Gradnitz (126), Großglobnitz (322), Großhaslau (155), Gschwendt (158), Guttenbrunn (70), Hörmanns (88), Hörweix (32), Jagenbach (453), Jahrings (140), Kleehof (23), Kleinmeinharts (91), Kleinotten (136), Kleinschönau (114), Koblhof (41), Marbach am Walde (251), Mayerhöfen (37), Merzenstein (135), Mitterreith (135), Moidrams (263), Negers (43), Neusiedl (47), Niederglobnitz (71), Niederneustift (296), Niederstrahlbach (187), Oberstrahlbach (341), Oberwaltenreith (32), Ottenschlag (48), Purken (24), Ratschenhof (80), Rieggers (226), Ritzmannshof (5), Rosenau Dorf (63), Rosenau Schloss (48), Rottenbach (27), Rudmanns (587), Schickenhof (13), Syrafeld (91), Unterrabenthan (108), Unterrosenauerwald (125), Uttissenbach (53), Waldhams (170), Wolfsberg (67), Zwettl Stift (419) és Zwettl-Niederösterreich (3889). A kataszteri közösségek Annatsberg, Bernhards, Böhmhöf, Bösenneunzen, Edelhof, Eschabruck, Flachau, Friedersbach, Gerlas, Germanns, Gerotten, Gradnitz, Großglobnitz, Großhaslau, Gschwendt, Guttenbrunn, Hörmanns, Hörweix, Jagenbach, Jahrings, Kleehof, Kleinmeinharts, Kleinotten, Kleinschönau, Koblhof, Koppenzeil, Kühbach, Marbach am Walde, Mayerhöfen, Merzenstein, Mitterreith, Moidrams, Negers, Neusiedl, Niederglobnitz, Niederneustift, Niederstrahlbach, Oberhof, Oberndorf, Oberplöttbach, Oberstrahlbach, Ottenschlag, Pötzles, Purken, Ratschenhof, Rieggers, Ritzmannshof, Rosenau Dorf, Rosenau Schloss, Rottenbach, Rudmanns, Schickenhof, Syrafeld, Unterrabenthan, Unterrosenauerwald, Uttissenbach, Waldhams, Wildings, Wolfsberg, Zwettl Stadt és Zwettl Stift.
A környező önkormányzatok: északra Vitis és Echsenbach, északkeletre Allentsteig, keletre Pölla és Rastenfeld, délkeletre Waldhausen, délre Großgöttfritz, délnyugatra Rappottenstein, nyugatra Groß Gerungs és Großschönau, északnyugatra Schweiggers és Kirchberg am Walde.

## Története

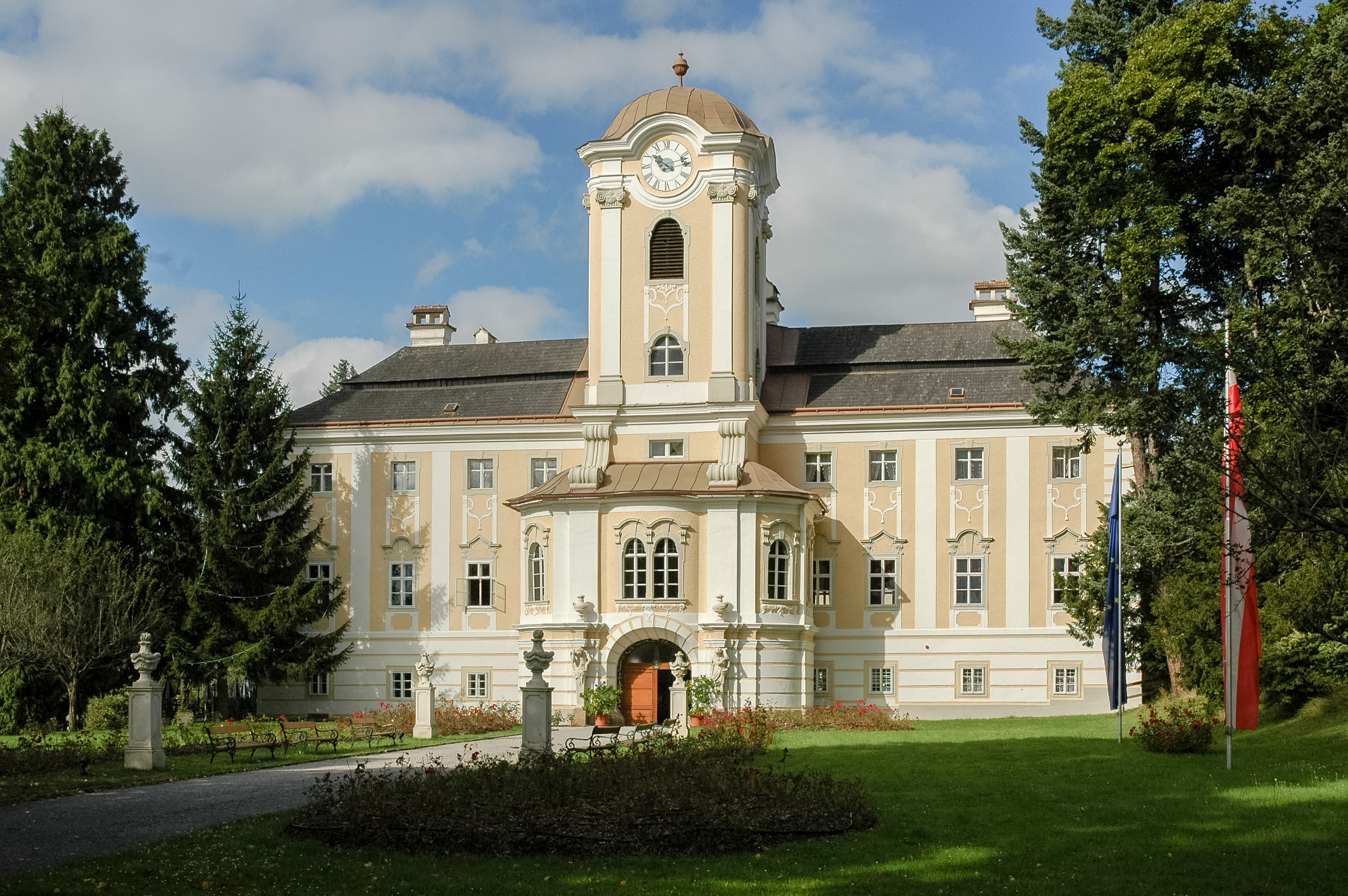
A rosenaui kastély

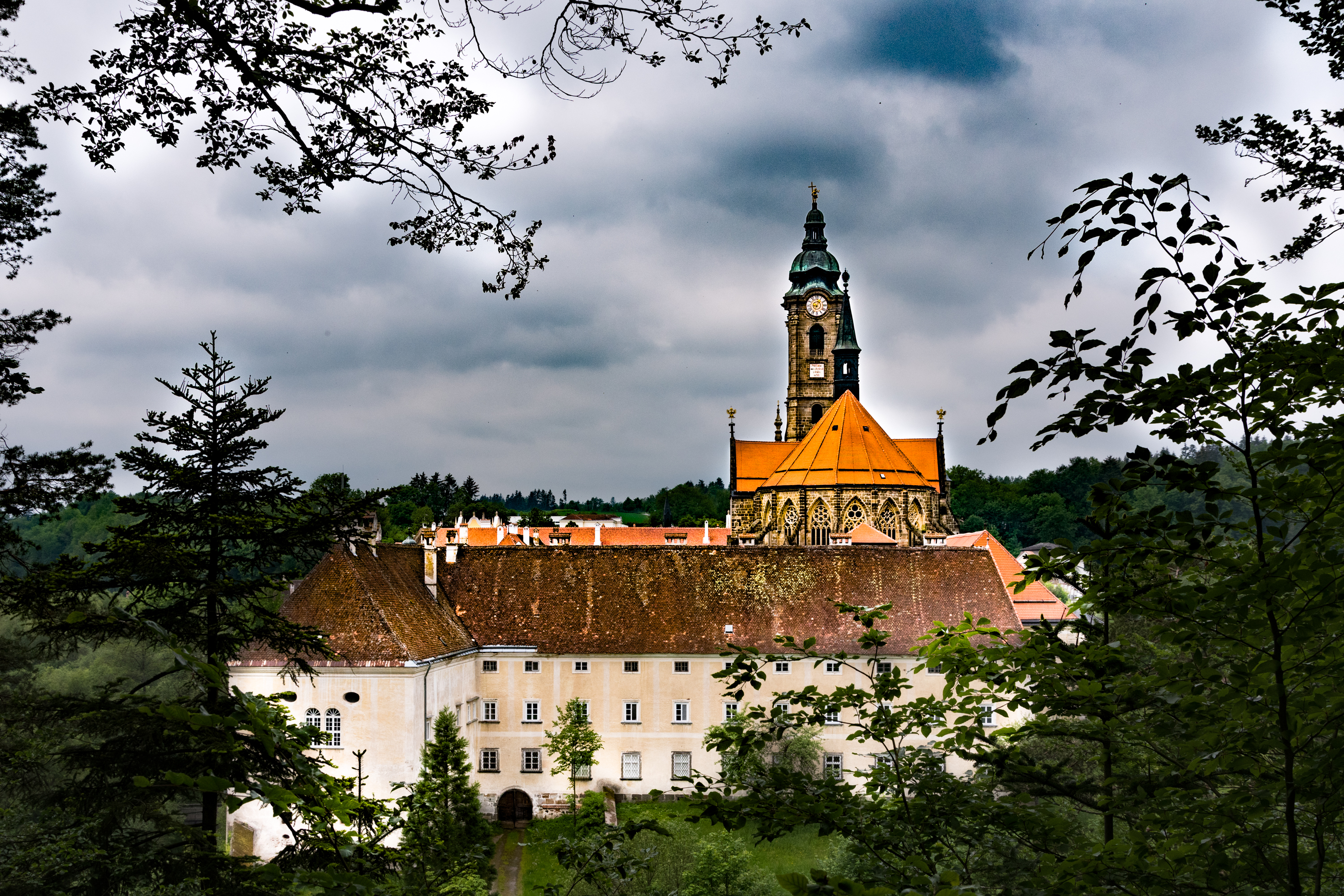
A zwettli apátság

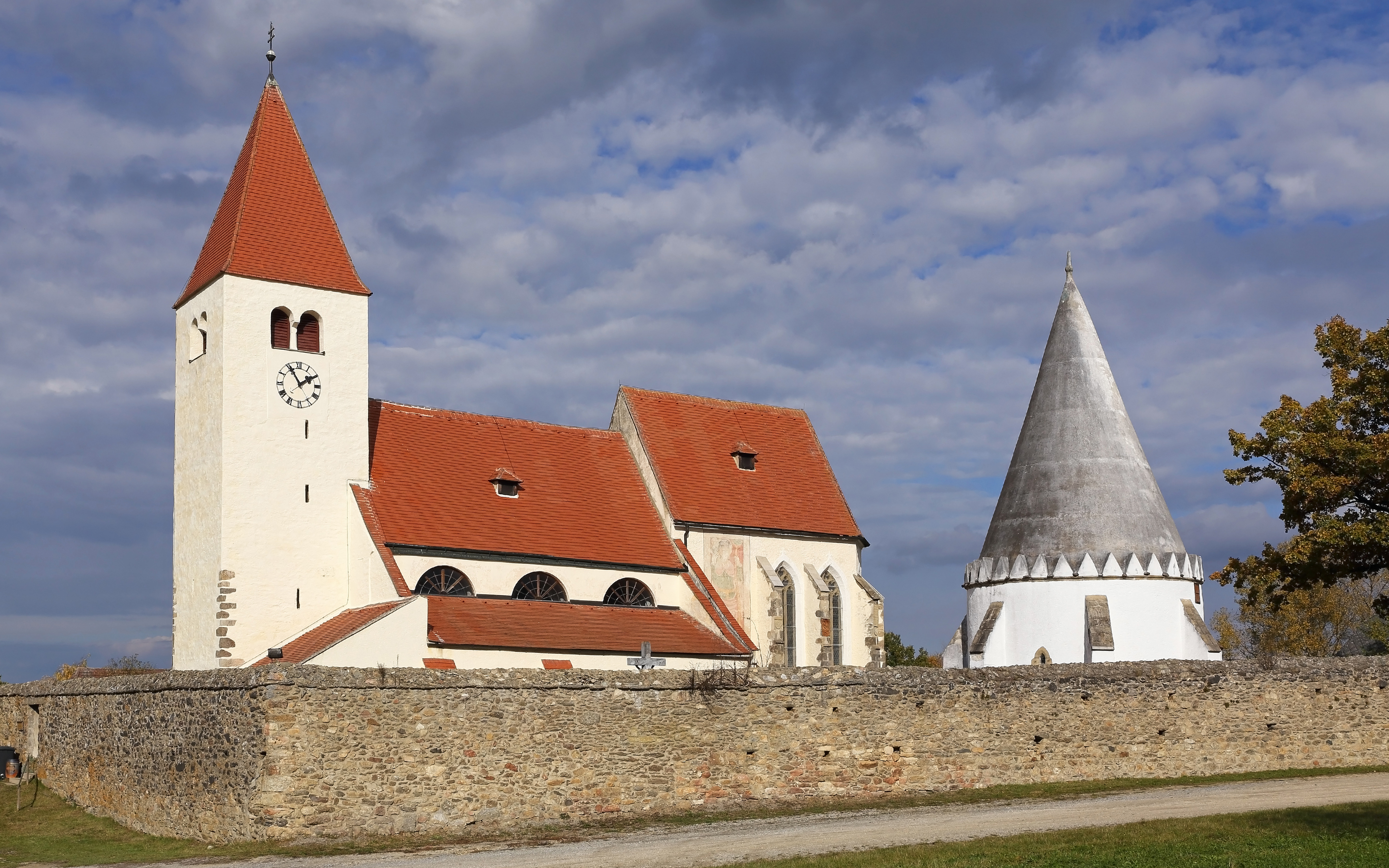
A friedersbachi Szt. Lőrinc-templom és csontháza

Zwettl neve a szláv svêtla "világos" szóból ered és erdei tisztásra, irtásra utalhatott. Először 1132-ben jelenik meg az írott forrásokban, amikor egy itteni pap tanúként szerepel egy oklevélen. Feltehetően már a 11. században is állt a mai városközpont helyén egy szláv település, majd a német Kuenring nemzetség szerezte meg a birtokot. 1139-ben I. Hadmar von Kuenring itt alapított cisztercita apátságot. A 12. század végén II. Hadmar a vár és a templom mellett várost alapított. 1200-ban VI. Lipót herceg ugyanolyan városjogot biztosított a településnek, mint amilyennel Krems bírt. Bár a Kuenringek a 13. században uradalmaik központját Weitrába és Dürnsteinbe helyezték át, az általuk alapított városnak továbbra is gondját viselték. Kezdeményezésükre megépült az új vásártér és a városfal. 1230-ban III. Hadmar és III. Heinrich viszályába II. Frigyes herceg is beavatkozott, megostromolta a várost, a városfalat leromboltatta (bár később újjáépült). A középkor végére Zwettl gazdasági és kereskedelmi központtá fejlődött, ahol a Waldviertel öt fontos útvonala találkozott.
I. Leutold von Kuenring-Dürnstein 1312-es halála után a város birtokjogát Rudolf von Liechtenstein örökölte. Mintegy száz évvel később, 1419-ben hasonló nevű leszármazottja 6000 font pfennigért eladta a várost V. Albert hercegnek. Hercegi városként Zwettl elküldhette képviselőjét a tartományi gyűlésekre. A reneszánsz és barokk korokból maradt házak jól mutatják polgárai gazdagságát és magabiztosságát. A városban kialakult a sörfőzés sok évszázados hagyománya. 1708-ra Zwettl vált a Waldviertel sörkereskedelmének központjává. 
1427-ben a husziták háromszor ostromolták meg a várost. Nem sikerült bevenniük, de kifosztották és elpusztították az apátságot és a környező falvakat. A harmincéves háború során 1618-ban cseh csapatok, 1645-ben pedig a svédek foglalták el. Az osztrák örökösödési háborúban, 1741-ben francia-bajor csapatok jutottak el Zwettlig. 
1849-ben Zwettlt jelölték ki az újonnan létrehozott járási adminisztráció központjául, egy évvel később pedig megalakult a városi önkormányzat. Bár kisebb üzemek létesültek, Zwettl a második világháborúig agrárváros maradt. 1971-ben 13 környező község bekebelezésével létrejött a mai önkormányzat, amely területére nézve a 12. legnagyobb Ausztriában. 2000-ben, várossá nyilvánításának 800. évfordulóján Zwettl felvette a "sörfőző város" hivatalos melléknevet.
2002 augusztusában a heves esőzések miatt addig példátlan nagyságú árvíz sújtotta a várost.

## Lakosság
A zwettli önkormányzat területén 2019 januárjában 10885 fő élt. A lakosságszám 1951 óta 11-12 ezer között maradt. 2016-ban a helybeliek 97,4%-a volt osztrák állampolgár; a külföldiek közül 0,6% a régi (2004 előtti), 0,9% az új EU-tagállamokból érkezett. 2001-ben a lakosok 94,7%-a római katolikusnak, 2,3% pedig felekezeten kívülinek vallotta magát. Ugyanekkor 11 magyar élt a városban.
A lakosság számának változása:
| Lakosok száma | 11 007 | 10 908 | 10 722 |
|               | 2016   | 2018   | 2022   |

## Látnivalók

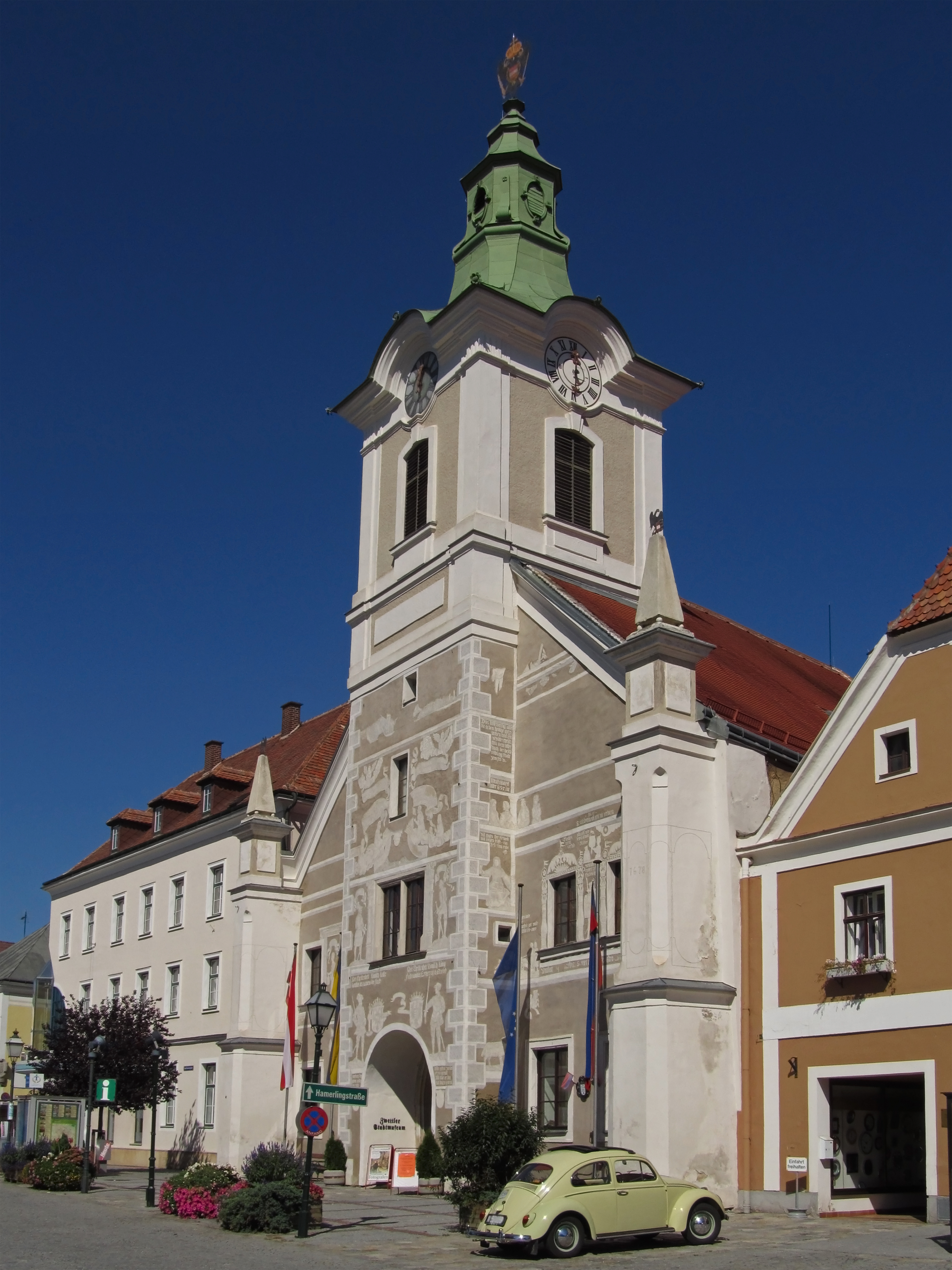
A régi városháza

- a középkori városközpont a nagyrészt megmaradt városfallal és annak hat tornyával, az 1307-ben épült régi városháza és számos történelmi lakóház. 1994-ben a főtéren felállították a Friedensreich Hundertwasser által tervezett szökőkutat.
- a zwettli kolostor gótikus apátsági templomával és több román stílusú épületével
- a Mária mennybevétele-plébániatemplom
- a friedersbachi Szt. Lőrinc-plébániatemplom
- a Marbach am Walde-i Szt. Jakab-plébániatemplom
- a rosenaui kastély és a szabadkőműves-múzeum
- az ismeretlen eredetű, 6,8 m magas lépcsős kőpiramis
- az 1727-ben emelt Szentháromság-oszlop

## Híres zwettliek
- Andreas Haider-Maurer (1987–) teniszező
- Josef Haslinger (1955–) író

## Testvérvárosok
- Zistersdorf, Alsó-Ausztria
- Plochingen, Németország
- Jindřichův Hradec, Csehország

## Fordítás
- Ez a szócikk részben vagy egészben  a   Zwettl-Niederösterreich című német Wikipédia-szócikk ezen változatának fordításán alapul.  Az eredeti cikk szerkesztőit annak laptörténete sorolja fel. Ez a jelzés csupán a megfogalmazás eredetét és a szerzői jogokat jelzi, nem szolgál a cikkben szereplő információk forrásmegjelöléseként.